# يوجين سيرنان

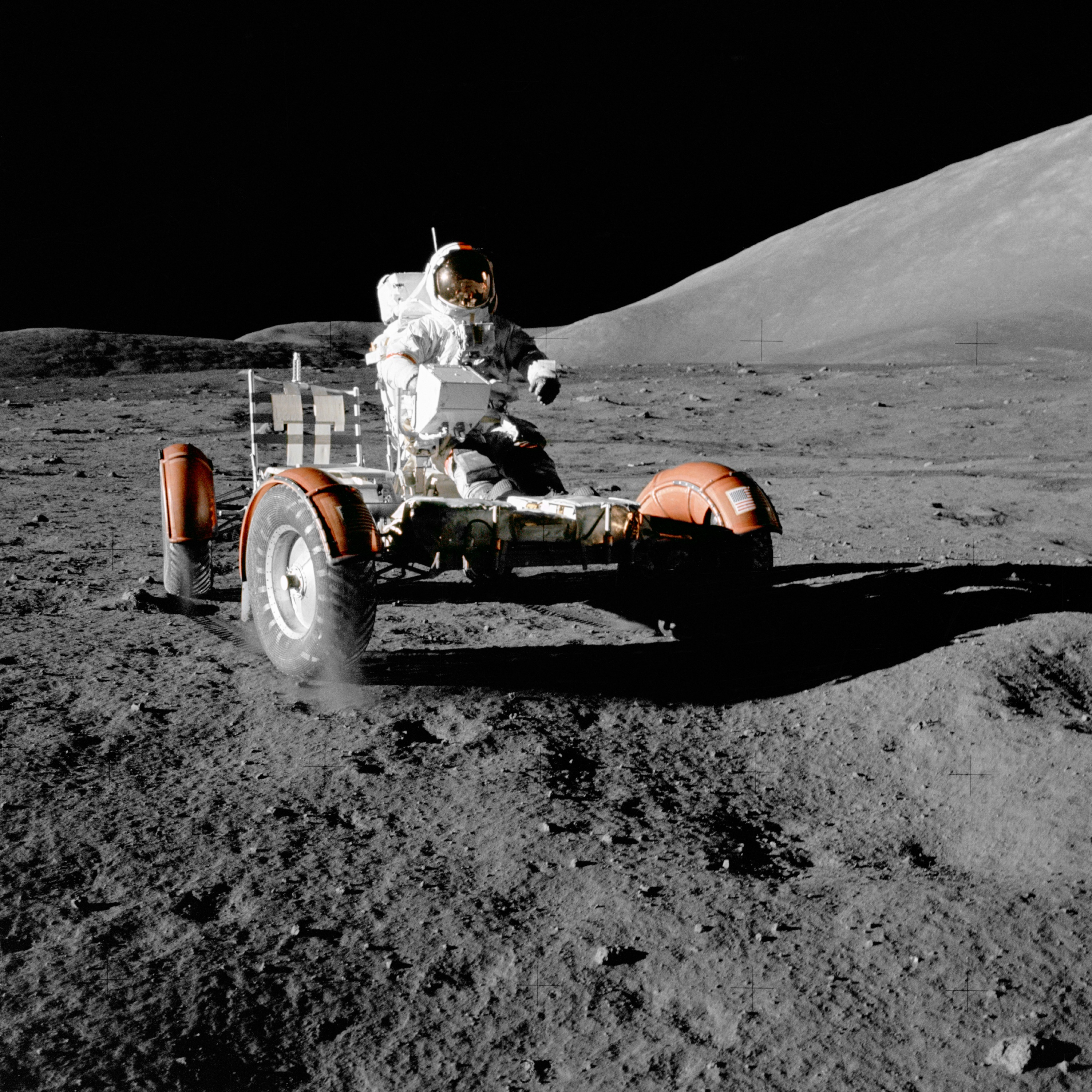
يوجين سيرنان وهو يقود السيارة القمرية

يوجين اندرو سيرنان (بالإنجليزية: Eugene Cernan)‏ (ولد 14 مارس 1934 - 16 يناير 2017) ضابط متقاعد من القوات البحرية للولايات المتحدة. كان رائد فضاء لناسا، شكل جزءا من طاقم رحلة جيميني 9أ من برنامج جيميني في عام 1966 ورحلة أبولو 10 في عام 1969، وقائد بعثة أبولو 17 في عام 1972. يعتبر آخر رجل سار على القمر، كما يعتقد أنه هو من التقط صورة الكلة الزرقاء الشهيرة. ولد في شيكاغو من أب تشيكي وأم سلوفاكية.

## أقوال مأثورة
| يوجين سيرنان | خفق قلبي لروعة منظر كوكبي الأم ككرة زرقاء متلألئة: لقد ذهبنا لاستكشاف القمر، لكننا في الواقع اكتشفنا الأرض. | يوجين سيرنان |

حول الرحلة التي تمت في 15 يوليو 1975 وفي الساعة الثالثة وعشرين دقيقة من بعد الظهر حسب توقيت موسكو التي انطلقت من مطار بايكونور الفضائي السفينة «سويوز-19» وعلى متنها رائدا الفضاء السوفيتيان الكسي ليونوف وفاليري كوباسوف، والتي انطلقت بعدها بعد 7 ساعات سفينة «أبولون» الأمريكية من رأس كانيافيرال وعلى متنها رواد الفضاء توماس ستافورد، ووينس براند، ودونالد سليتون. قال يوجين سيرنان في حديث للصحفيين:
| يوجين سيرنان | لا اعتقد أن أحد المشاركين في عملية إعداد برنامج "سويوز - أبولون" قد غير آراءه السياسية في أثناء المخالطة (بين السوفيت والأمريكيين). ومع ذلك فإننا ندرك ضرورة التركيز على السعي إلى احترام احدنا الآخر، وعلى كسب الثقة المتبادلة، وليس على الأمور التي تفرق بيننا. | يوجين سيرنان |

في الاحتفال بالذكرى الأربعين بوصول الإنسان إلى القمر قال يوجين سيرنان:
| يوجين سيرنان | يجب أن نعود إلى القمر (..) يجب أن نتعلم المزيد وان نقيم قواعد وننصب تلسكوبات جديدة على القمر والاستعداد للذهاب إلى المريخ لان الهدف الاساسي هو المريخ. | يوجين سيرنان |

توفي يوجين سيرنان في 16 يناير/جانفي 2017.

## اقرأ أيضاً
- نيل ارمسترونج
- بز ألدرن
- مايكل كولينز
- وليام اندرس
- فرانك بورمان
- جون يونغ

## وصلات خارجية
- يوجين سيرنان على موقع IMDb (الإنجليزية)
- يوجين سيرنان على موقع الموسوعة البريطانية (الإنجليزية)
- يوجين سيرنان على موقع مونزينجر (الألمانية)
- يوجين سيرنان على موقع إن إن دي بي (الإنجليزية)
- يوجين سيرنان على موقع قاعدة بيانات الفيلم (الإنجليزية)

- الموقع الرسمي ليوجين سيرنان
- The Official Website of Capt. Eugene Cernan
- Biographical data from US National Aeronautics and Space Administration
- http://www.triton.edu/cernan ,Cernan Earth and Space
- Last Man on the Moon
- Gene Cernan flies the Windows-based "Eagle Lander 3D" Simulator
- Eugene Cernan interview on The Sky at Night (BBC, 29 min, RealPlayer)
- Check-Six.com - The 1971 Crash of Gene Cernan's Helo